# Oliwa (okręg historyczny)

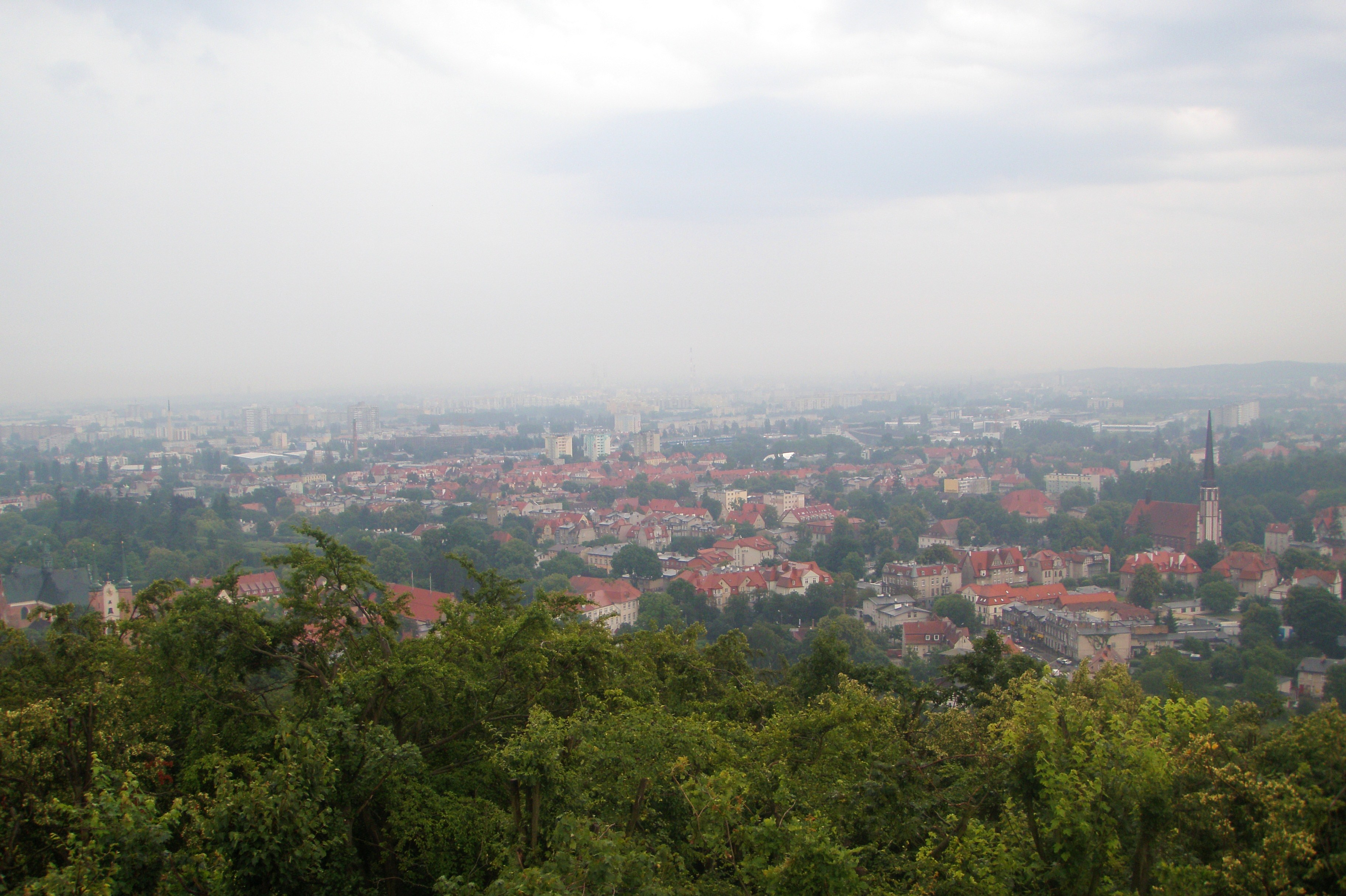
Widok na część okręgu historycznego Oliwa

Oliwa – jeden z sześciu okręgów historycznych w Gdańsku. Obszar ten wziął nazwę od znajdującej się w jego centrum dzielnicy Oliwa.
W skład okręgu wchodzą następujące jednostki morfogenetyczne:
- Dolina Radości
- Jelitkowo
- Ludolfino
- Młyniec
- Oliwa
- Polanki
- Przylesie
- Przymorze
- Żabianka.